# Communauté de communes du Val des Couleurs

Carte de la communauté de communes

La communauté de communes du Val des Couleurs est une ancienne communauté de communes française, située dans le département de la Meuse et la région Grand Est.
Elle fait partie du pays du Haut Val de Meuse.
La communauté, dont le siège social est à Vaucouleurs, a été créée le 1er janvier 2000.
Elle est dissoute le 31 décembre 2016 pour former la communauté de communes de Commercy - Void - Vaucouleurs avec la communauté de communes de Void et la communauté de communes du Pays de Commercy.

## Composition
La communauté de communes regroupait 20 communes, représentant 5 105 habitants en 2011.
| Nom                      | Code Insee | Gentilé          | Superficie (km2) | Population (dernière pop. légale) | Densité (hab./km2) |
| ------------------------ | ---------- | ---------------- | ---------------- | --------------------------------- | ------------------ |
| Vaucouleurs (siège)      | 55533      | Valcolorois      | 39,35            | 2 007 (2014)                      | 51                 |
| Brixey-aux-Chanoines     | 55080      |                  | 7,62             | 89 (2014)                         | 12                 |
| Burey-en-Vaux            | 55088      |                  | 6,47             | 149 (2014)                        | 23                 |
| Burey-la-Côte            | 55089      |                  | 4,29             | 87 (2014)                         | 20                 |
| Chalaines                | 55097      | Chalainois       | 8,10             | 327 (2014)                        | 40                 |
| Champougny               | 55100      |                  | 5,91             | 114 (2014)                        | 19                 |
| Épiez-sur-Meuse          | 55173      |                  | 8,19             | 38 (2014)                         | 4,6                |
| Goussaincourt            | 55217      | Goussaincourtois | 10,33            | 121 (2014)                        | 12                 |
| Maxey-sur-Vaise          | 55328      | Saurciers        | 10,90            | 321 (2014)                        | 29                 |
| Montbras                 | 55344      |                  | 5,40             | 17 (2014)                         | 3,1                |
| Montigny-lès-Vaucouleurs | 55350      |                  | 11,83            | 69 (2014)                         | 5,8                |
| Neuville-lès-Vaucouleurs | 55381      |                  | 8,35             | 193 (2014)                        | 23                 |
| Pagny-la-Blanche-Côte    | 55397      | Blancôtois       | 12,43            | 244 (2014)                        | 20                 |
| Rigny-la-Salle           | 55433      |                  | 10,28            | 389 (2014)                        | 38                 |
| Rigny-Saint-Martin       | 55434      |                  | 16,11            | 57 (2014)                         | 3,5                |
| Saint-Germain-sur-Meuse  | 55456      |                  | 7,67             | 273 (2014)                        | 36                 |
| Sauvigny                 | 55474      |                  | 17,51            | 239 (2014)                        | 14                 |
| Sepvigny                 | 55485      |                  | 6,31             | 74 (2014)                         | 12                 |
| Taillancourt             | 55503      |                  | 11,09            | 136 (2014)                        | 12                 |
| Ugny-sur-Meuse           | 55522      |                  | 4,29             | 105 (2014)                        | 24                 |

## Administration
À partir de 2014, le conseil communautaire est composé de 42 membres, dont 5 vice-présidents.

### Présidents
| Période                                  | Période       | Identité       | Étiquette | Qualité                            |
| ---------------------------------------- | ------------- | -------------- | --------- | ---------------------------------- |
| Les données manquantes sont à compléter. |               |                |           |                                    |
|                                          | 11 avril 2014 | Gilles Varnier | PS        | Maire de Vaucouleurs (1995-2014)   |
| 11 avril 2014                            | En cours      | Paul Wittmann  | UMP-UDI   | Maire de Vaucouleurs (depuis 2014) |

## Démographie
| 1999  | 2011  |
| ----- | ----- |
| 5 050 | 5 105 |